# Iwan Grawe
Iwan Płatonowicz Grawe (ros. Иван Платонович Граве, ur. 14 listopada?/26 listopada 1874 w Kazaniu, zm. 3 marca 1960 w Moskwie) – rosyjski i radziecki wojskowy, specjalista w dziedzinie artylerii i balistyki wewnętrznej, doktor nauk technicznych (1939), profesor (1919), generał major wojsk inżynieryjnych (1942).

## Życiorys
Urodził się w rodzinie kadrowego oficera. Od 31 sierpnia 1892 służył w rosyjskiej armii, w 1892 ukończył korpus kadetów w Symbirsku, w 1895 Michajłowską Szkołę Artylerii, a w 1900 Michajłowską Akademię Artylerii. 12 sierpnia 1895 został promowany na stopień oficerski, od 1900 był adiunktem Konstantinowskiej Szkoły Artylerii, od 1909 wykładał w Michajłowskiej Szkole Artylerii. Kilkakrotnie był komenderowany służbowo do Niemiec, Francji i innych państw europejskich. Znał języki niemiecki, francuski i angielski. W carskiej armii dosłużył się stopnia pułkownika (awansowany w 1912). Założył pierwsze w Rosji laboratorium balistyczne. 
Od 23 lutego 1918 służył w Armii Czerwonej. W 1919 został na cztery miesiące aresztowany, następnie zwolniony i przywrócony do służby. Od 27 października 1919 wykładał w Akademii Artylerii Armii Czerwonej, został wojskowym inżynierem technologiem, od 8 stycznia 1924 był zastępcą komendanta Akademii Artylerii Armii Czerwonej jako kierownik sekcji uczelnianej. Jednocześnie 14 sierpnia 1924 był starszym wykładowcą Wojskowej Akademii Technicznej Armii Czerwonej (dawna Michajłowska Akademia Artylerii, obecnie Wojskowa Akademia Wojsk Rakietowych Przeznaczenia Strategicznego) jako p.o. szefa Wydziału Balistycznego tej akademii. 24 czerwca 1927 otrzymał tytuł profesora, a 19 lipca 1929 funkcję starszego wykładowcy katedry balistyki wewnętrznej Akademii Wojskowo-Technicznej im. Dzierżyńskiego. 28 lutego 1931 został zwolniony do rezerwy i w kwietniu 1931 ponownie aresztowany (do września 1931) i poddawany śledztwu, następnie zwolniony i przywrócony w prawach służbowych. 25 marca 1933 przywrócono go do pracy w akademii jako szefa katedry balistyki wewnętrznej, 14 marca 1935 zwolniony ze stanowiska i mianowany szefem specjalnego cyklu technicznego.
W 1938 podczas stalinowskiej czystki w Armii Czerwonej ponownie został zwolniony do rezerwy i wkrótce potem, w lipcu 1938 po raz trzeci aresztowany i do stycznia 1939 przetrzymywany w areszcie śledczym, następnie zwolniony i przywrócony do pracy jako wykładowca Wojskowej Akademii Technicznej im. Dzierżyńskiego. 26 marca 1939 został starszym wykładowcą katedry balistyki wewnętrznej. Był jednym z założycieli szkoły balistyki wewnętrznej. 11 kwietnia 1947 został członkiem rzeczywistym Akademii Nauk Artyleryjskich. We wrześniu 1953 zakończył służbę wojskową, jednak wykładał w Akademii Artyleryjskiej im. Dzierżyńskiego do końca życia. Został pochowany na Cmentarzu Nowodziewiczym.

## Odznaczenia i nagrody
- Order Lenina (dwukrotnie)
- Order Czerwonego Sztandaru
- Order Wojny Ojczyźnianej I klasy
- Order Czerwonej Gwiazdy
- Nagroda Stalinowska (1942)
- Order Świętego Stanisława II klasy (1908)
- Order Świętej Anny II klasy (1911)
- Order Świętego Włodzimierza IV klasy (1913)

I medale.